# Roberto Guidi
Roberto Guidi ( Buenos Aires, Argentina, 1890 - ibídem, 4 de enero de 1958 fue un director de cine del período mudo.

## Actividad profesional
Graduado en 1890 como doctor en ciencias económicas, desarrolló su actividad como director entre 1915 y 1923. Fue una persona muy interesada en las letras que fue alabado en su labor cinematográfica porque en sus argumentos trató de evitar los convencionalismos de moda y al seleccionar los elencos procedió a incorporar personalidades como Felipe Farah y Amelia Mirel además de importantes figuras del teatro. Buscó naturalidad en las actuaciones y sus filmes eran de esmerada factura técnica.
A partir de entonces se dedicó a la enseñanza media, al periodismo y la crítica cinematográfica.
Sus películas son:
- El mentir de los demás (1919)[2]
- Mala yerba (1920)
- Ave de rapiña (1921)
- Escándalo a medianoche (1923)

Ninguna de sus películas se conserva o al menos se desconoce que existan copias.
Guidi es señalado como un innovador del lenguaje cinematográfico por la crítica y las reseñas periodísticas.